# Cañiuquir
Cañiuquir, también mencionado como Cañuquir (f. 1836) fue un cacique borogano, originario de Chile, y que tuvo importante actuación en las décadas de 1820 y 1830 en la Argentina, como parte de la confederación boroana, que ocupó un territorio entre la provincia de Buenos Aires y la Pampa central.

## Llegada desde Chile y período con los Pincheira
Huyó de Chile tras algunos años de la guerra a muerte, en la que tomó parte por el bando realista, a las órdenes del cacique mayor Curriqueo. Se presume que llegó en algún momento después del año 1820, porque no participó en el gran malón al pueblo de Salto de fines de 1820, en que participaron casi todos los boroganos. En marzo de 1825 fue uno de los caciques que pidió la paz al gobierno de Buenos Aires.
El 2 de noviembre de 1826, el coronel Federico Rauch atacó sus tolderías; no había ninguna razón para ese ataque, ya que Cañiuquir no había participado en ningún malón, pero para una gran parte de la opinión pública de Buenos Aires ser indio era un delito. Murieron doscientos indios, les robaron toda la hacienda vacuna y secuestraron muchas familias, entre ellas a la de Cañiuquir. Éste se refugió junto a los hermanos Pincheira, y participó obligado en las correrías de éstos por la provincia de Mendoza.
De alguna forma la esposa de Cañiuquir fue a parar a manos del comandante de campaña porteño Juan Manuel de Rosas, que la utilizó para alejar a los boroganos de los Pincheiras. Finalmente Rosas se la devolvió, cargada de obsequios para el cacique. Por medio de ella, Rosas lo convenció de asistir a un gran parlamento en Chilihué, una laguna cerca de Salinas Grandes, donde se reunieron cincuenta y siete caciques y cuatro mil indios de lanza. Allí se habló de estrechar la paz con las provincias bajo gobierno federales y se pactaron una serie de puntos; insatisfecho, Rosas volvió a invitar a los caciques boroganos, esta vez a la Estancia San Martín o del Pino, y enseguida a la Chacarita, donde se firmó un tratado de paz en el que todos ellos se comprometían a alejarse de los Pincheiras. Cañiuquir estuvo a punto de negarse, porque otro de los firmantes era su enemigo personal desde hacía años, Venancio Coñuepan.
Cañiuquir quedó asentado en Guaminí, y en 1832, por orden de Rosas, atacó y forzó a huir al cacique Toriano, de los huilliches recién ingresados desde Chile. Al año siguiente, durante la campaña de Rosas al Desierto, éste exigió a Cañiuquir que eliminara a aquellos de sus indios de lanza que habían combatido en las filas de Yanquetruz o de su aliado, el borogano Mulato. Poco después lo mandó llamar a Bahía Blanca, donde lo amenazó pero también le regaló tres mil pesos. A su regreso a Guaminí, Cañiuquir participó de un parlamento general, en el cual el coronel Delgado intentó convencerlos de atacar a los ranqueles. Pero Melín y Mariano Rondeau, otros dos destacados líderes boroganos, pidieron ir personalmente a explicarle a Rosas cómo separar a Mulato de Yanquetruz; finalmente, todos acordaron que una división borogana no muy grande atacase a los hombres de Yanquetruz. Después hubo una nueva entrevista con Rosas, en la cual éste exigió la devolución de todos los cautivos que tuviesen en su poder; el resultado fue muy pobre: apenas treinta y dos cautivos.

## La masacre de Masallé
Rosas insistía en que los boroganos atacasen a los ranqueles. Rondeau, por su parte, estaba muy ofendido porque había viajado a Buenos Aires sin poder ver a Rosas, y había sido mal recibido por su edecán Manuel Corvalán. Enterados de la muerte de Mulato, decidieron no atacar, proponiendo a cambio tratar de convencer a Yanquetruz de firmar la paz.
En ese momento entraron dos mil indígenas huilliches, de los que habían luchado contra los boroganos en la Guerra a Muerte; en un primer momento, se pensó que venían a apoyar a los boroganos, pero cuando el comandante de Bahía Blanca los entrevistó, llegó a la conclusión contraria; de modo que les permitió establecerse en Salinas Grandes. Cañiuquir, desconfiado, negoció con los jefes provinciales, entre ellos Delgado. Éste pasó a Rosas una serie de informes muy negativos, con acusaciones infundadas sobre los boroganos.
Existen dos versiones sobre las causas de lo que ocurrió después: una es que Rosas utilizó al jefe de los hilliches, Calfucurá, para atacar a los boroganos; concretamente, que Calfucurá actuó a sueldo de Rosas. La otra, es que Calfucurá había sido llamado por los boroganos para que los ayudara a atacar a los ranqueles, pero que después de llegar desde Chile, tras varias semanas de marcha, se enteraron de que los boroganos no iban a atacar a los ranqueles; que, sintiéndose usado, y habiendo abandonado sus propiedades en Chile, decidió vengarse.
El hecho concreto fue que el 8 de septiembre de 1834, Cheuqueta, Namuncurá y su padre Calfucurá entraron con mil guerreros en los toldos de Mariano Rondeau y Melín en Masallé, junto a las Salinas Grandes, y los mataron; a continuación mataron a cualquier indio de lanza que no se pusiera a sus órdenes de inmediato, saquearon todo el campamento y prendieron fuego a lo que no pudieron llevarse. La intención era matar también a los demás jefes boroganos, pero éstos alcanzaron a huir: Caniullán se refugió en el fuerte Cruz de Guerra (partido de Veinticinco de Mayo), y Cañiuquir se escondió en el arroyo del Pescado, afluente de la laguna del Monte.
Algunos meses más tarde, las tropas de Veinticinco de Mayo y de Bahía Blanca hicieron un barrido de la región de los boroganos, obligándolos a unirse a una división que atacaría a los ranqueles. Creyendo que iban contra Calfucurá, muchos de ellos se sumaron a la expedición, pero cuando encontraron algunos cautivos abandonados, descubrieron que eran sus propios familiares. La expedición no fue más allá de Venado Tuerto, y Cañiuquir volvió a Guaminí. Como de costumbre, los oficiales de Rosas le enviaron mensajes llenos de mentiras pero que confirmaran las obsesiones del Restaurador; por ejemplo, que Yanquetruz había ido a Chile a buscar refuerzos, cuando estaba claro que se había marchado para dejar el mando en las manos de Painé, mientras él se retiraba definitivamente.

## Muerte de Cañiuquir
Rosas exigió a Cañiuquir que acompañase a Eugenio del Busto en un nuevo ataque contra los ranqueles; durante el mismo, los boroganos al mando de Cañiuquir derrotaron a Pichún, hijo de Yanquetruz. Aún hubo otras dos campañas contra los ranqueles, en las que Cañiuquir no participó. No es seguro que haya ocurrido, pero fue acusado de estar confabulándose con los ranqueles.
En enero de 1836, Rosas acusó directamente a Cañiuquir de colaborar con los indios enemigos, y lanzó una expedición en su contra, al mando de los coroneles Zelarrayán y Francisco Sosa, que lo derrotaron en Guaminí, causándole cuatrocientas bajas. El cacique logró huir con sus últimos trescientos hombres, pero fue alcanzado una semana más tarde –el 26 de abril de 1836– en el paraje Llanguillú, donde Sosa y Zelarrayán causaron seiscientos cincuenta muertos, entre ellos Cañiuquir, cuyo cuerpo fue colgado, desollado y decapitado. De regreso a Guaminí, los indios auxiliares se sublevaron, alarmados por la masacre, y entendiendo que podía tocarles el mismo destino, a discreción de Rosas; de modo que fueron matando a todos los soldados que encontraban sueltos por el camino, y a los mismos rezagados de la expedición Sosa-Zelarrayán.
Durante los tres años siguientes la guerra de exterminio mutuo prohijada por Rosas continuó, incluyendo malones, matanzas y las muertes inesperadas de los coroneles Sosa y Zelarrayán. El pueblo de Tapalqué fue arrasado por el cacique Antrí, hijo de Cañiuquir, que vengaba a su padre. En abril de 1840, sin embargo, acosado en varios frentes –la Coalición del Norte, los Libres del Sur, el bloqueo francés– Rosas cambió de política, aceptó la paz que le proponía Painé y suspendió sus ataque sobre los ranqueles y boroganos.
Los descendientes de Cañiuquir y de sus hermanos se instalaron en Bragado, donde formaron parte de los «indios amigos» y de la colonia indígena del lugar.